# PGM3

Logo du PGM3

Le PGM 3 (pour PolyGame Master 3) est un système d'arcade JAMMA et JAMMA Video Standard à cartouches, conçu par la société taiwanaise IGS et sorti en fin d'année 2012.

## Description
Le PGM 3 sort en 2012 et succède au PGM2. Comme ses prédécesseurs, le PGM 3 fonctionne avec des jeux sur cartouches. Le premier jeu à sortir sur le système est Knights of Valour 3 HD. Bien que la plupart des acteurs principaux du monde de l'arcade choisissent l’architecture PC pour la base de leurs systèmes, IGS choisit encore de créer un système personnalisé.

## Spécifications techniques

### Processeur
- Processeur principal : Dual Core Intel Atom

### Chipset
- Intel D525 + ICH8M

### RAM
- 2 Go

### Media
- Media : 2 x Carte SD (capacité maximale de 1 Go)
- Écran 31k et option 720p

### Connectique
- VGA + DVI
- JAMMA et JAMMA Video Standard
- RCA Audio
- 2 x USB
- LAN

## Liste des jeux
| Titre                  | Développeur | Éditeur | Système | Genre | Date |
| ---------------------- | ----------- | ------- | ------- | ----- | ---- |
| Knights of Valour 3 HD | IGS         | IGS     | PGM 3   |       | 2012 |